# Russell (Ontario)
Russell – gmina (ang. township) w Kanadzie, w prowincji Ontario, w hrabstwie Prescott i Russel.
Powierzchnia Russell to 198,96 km².
Według danych spisu powszechnego z roku 2001 Russell liczy 12 412 mieszkańców (62,38 os./km²).